# フリードリヒ・ルートヴィヒ (プファルツ＝ツヴァイブリュッケン公)
フリードリヒ・ルートヴィヒ（ドイツ語：Friedrich Ludwig, 1619年10月27日 - 1681年4月11日）は、プファルツ＝ランツベルク公（在位：1645年 - 1661年）、プファルツ＝ツヴァイブリュッケン公（在位：1661年 - 1681年）。プファルツ＝ランツベルク家の最後の成員である。

## 生涯
フリードリヒ・ルートヴィヒは、プファルツ＝ランツベルク公フリードリヒ・カジミールとエミリア・アントウェルピアナ・ファン・ナッサウの息子である。
フリードリヒ・ルートヴィヒは、三十年戦争の混乱の結果として領内が荒廃した状態にあったときに公位を継承した。限定的ではあるものの、復興政策、地域再編および貿易促進を通じて情勢の安定化に貢献した。ルイ14世の再統合政策の一環として、フリードリヒ・ルートヴィヒはメッツの再統合会議に召喚され、フランス王に対して忠誠の誓いを立てることとなった。しかしフリードリヒ・ルートヴィヒが拒否したため、1680年にフランス軍がツヴァイブリュッケンを占領した。その1年後、フリードリヒ・ルートヴィヒはモシェランズベルクのランツベルク城（en）で死去した。フリードリヒ・ルートヴィヒの死後、最初の結婚で生まれた男系子孫はすでに全員亡くなっており、2度目の貴賤結婚で生まれた子供たちには相続権がなかったため、スウェーデン王カール11世がカール1世として領地を継承し、プファルツ＝ツヴァイブリュッケンはスウェーデンのものとなった。フリードリヒ・ルートヴィヒはマイゼンハイムに埋葬された。

## 子女
1645年にプファルツ＝ツヴァイブリュッケン＝フェルデンツ公ヨハン2世の娘ユリアネ・マグダレーナと結婚し、13子をもうけた。
- カール・フリードリヒ（1646年）
- ヴィルヘルム・ルートヴィヒ（1648年 - 1675年） - 世嗣、1672年11月14日にプファルツ＝ツヴァイブリュッケン公フリードリヒの娘シャルロッテ・フリーデリケと結婚
- 娘（1648年 - 1649年）
- 息子（1650年）
- グスタフ・ヨハン（1651年 - 1652年）
- 娘（1652年）
- シャルロッテ・アマーリエ（1653年 - 1707年） - 1678年7月24日にイーゼンブルク＝オッフェンバッハ伯ヨハン・フィリップ（1655年 - 1718年）と結婚
- ルイ―ザ・マグダレナ（1654年 - 1672年）
- マリー・ゾフィー（1655年 - 1659年）
- エリザベート・クリスティーネ（1656年 - 1707年） - 1678年8月7日にライニンゲン伯エミッヒ14世（1649年 - 1684年）と結婚、1692年12月22日にドーナ＝ラウク伯クリストフ・フリードリヒ（1652年 - 1734年）と結婚
- カール・カジミール（1658年 - 1673年）
- ユリアナ・エレオノーレ（1661年 - 1662年）
- ヨハン（1662年 - 1665年）

1672年にユリアネ・マグダレーナが死去してまもなく、フリードリヒ・ルートヴィヒはマリア・エリザベート・ヘップ（1635年 - 1722年）と貴賤結婚をした。この結婚で生まれた5子はフュルステンヴェルター男爵およびオーデンバッハ城主とされた。
- ヴィルヘルム・フリードリヒ（1673年 - 1732年）
- カール・アエミリウス（1674年 - 1758年） - 孫は陸軍総司令官フリードリヒ・カール・フォン・フュルステンヴェルター（1769年 - 1856年）とその双子の弟レオポルト・フォン・フュルステンヴェルター（1769年 - 1839年）
- ルイ・フィリップ（1676年 - 1724年）
- 息子（1677念）
- マリア・エリザベータ（1679年 - 1680/81年）